# 불일수호통상조약

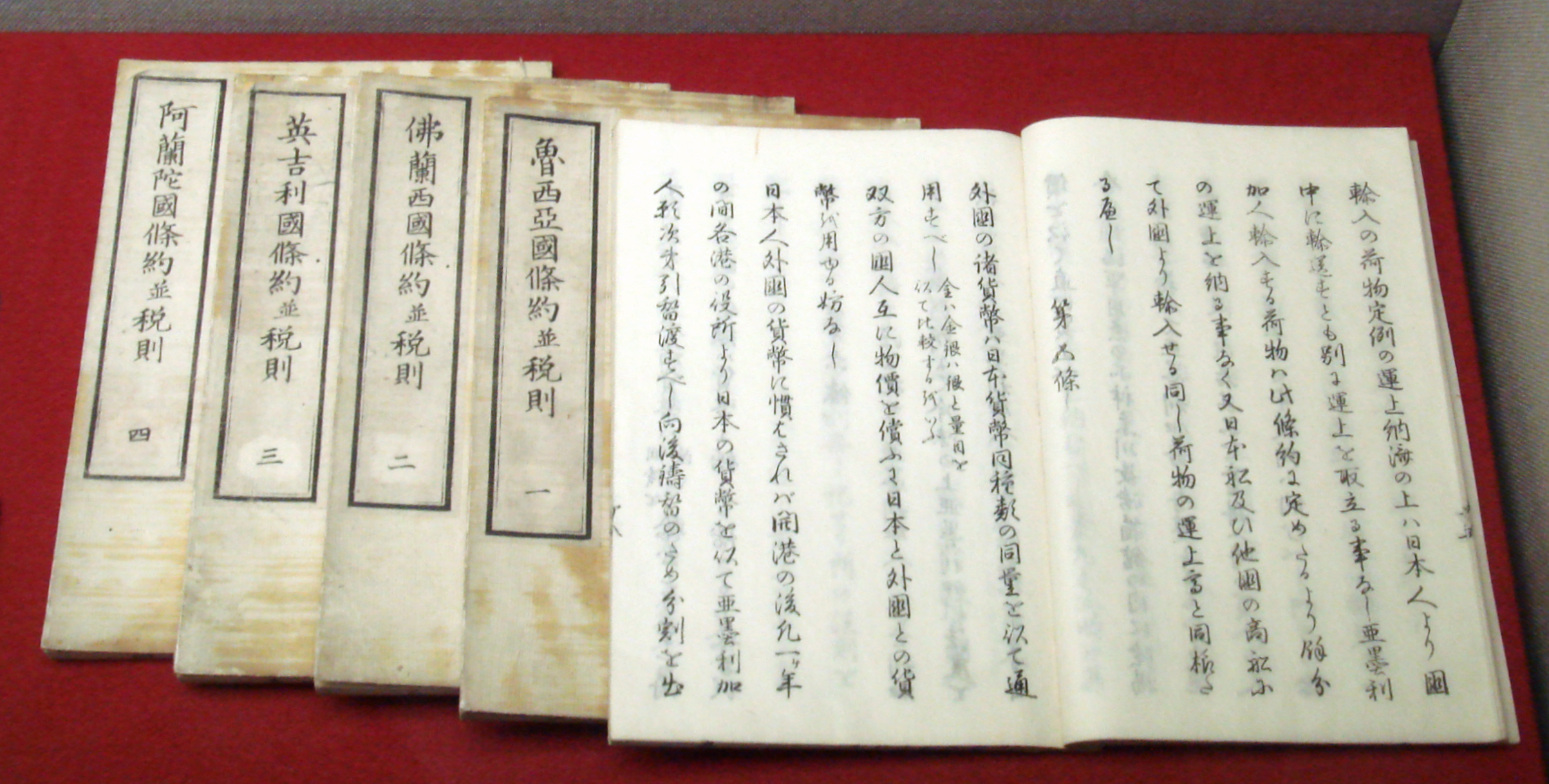
1858년에 일본과 네덜란드, 잉글랜드, 프랑스, 러시아, 미국과 맺은 통상조약

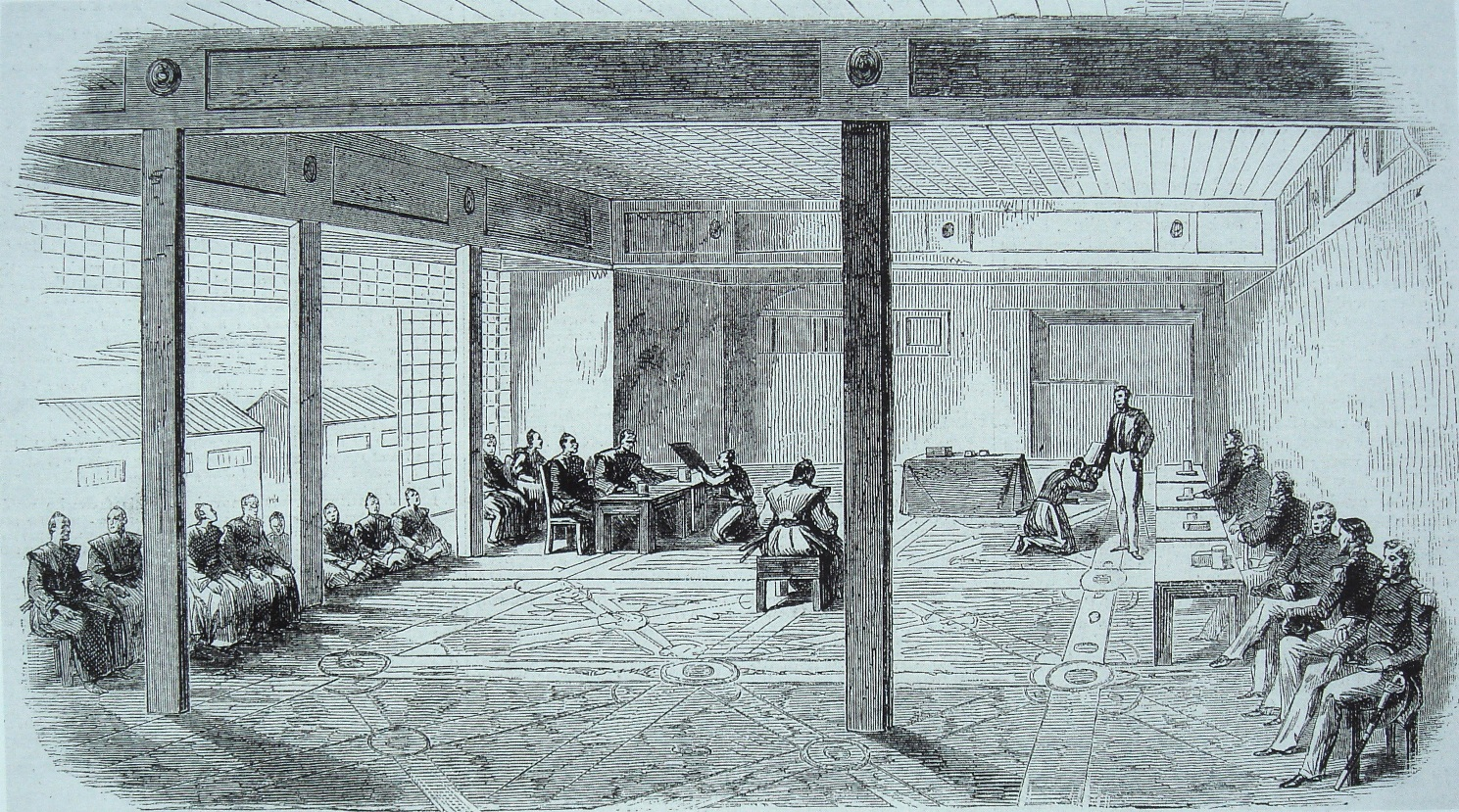
1858년 에도에서 최초의 프랑스-일본 간 조약 서명

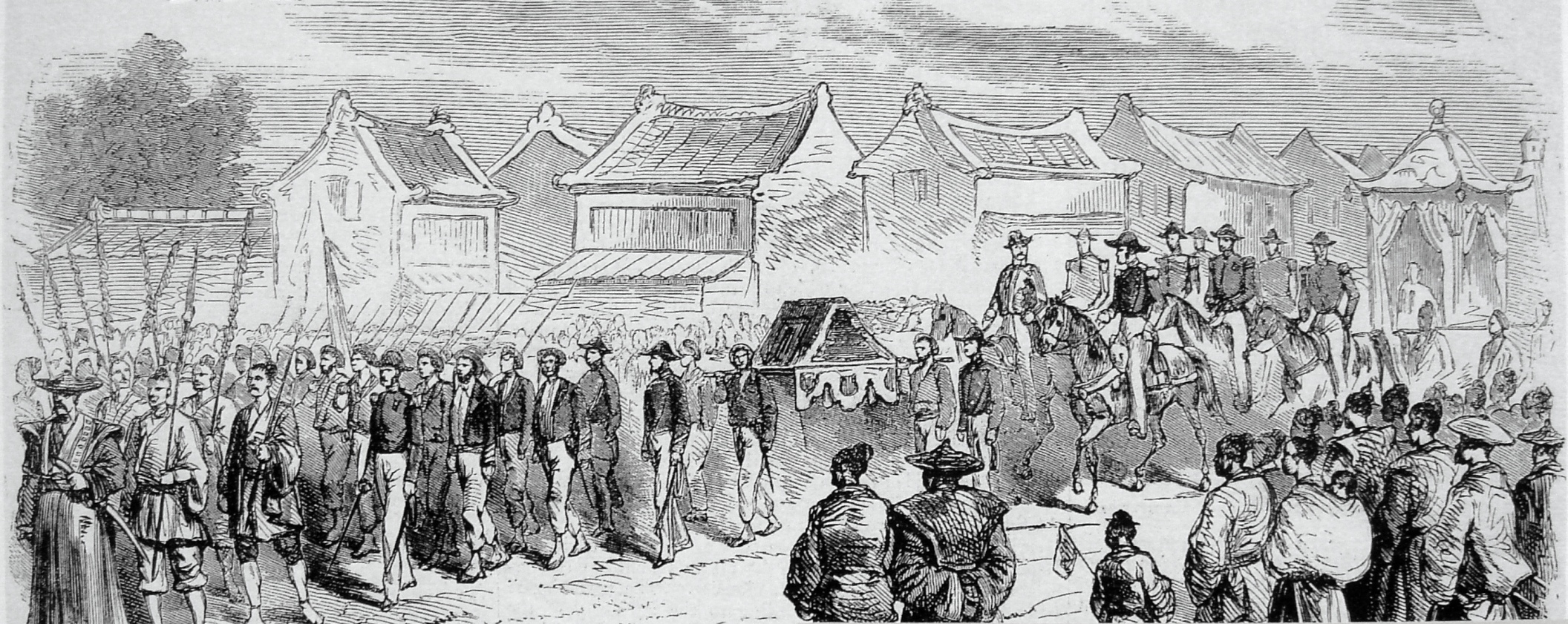
비준된 불일조약서를 쇼군에게 가져온 뒤센느 드 벨쿠르, 1860년 2월 4일

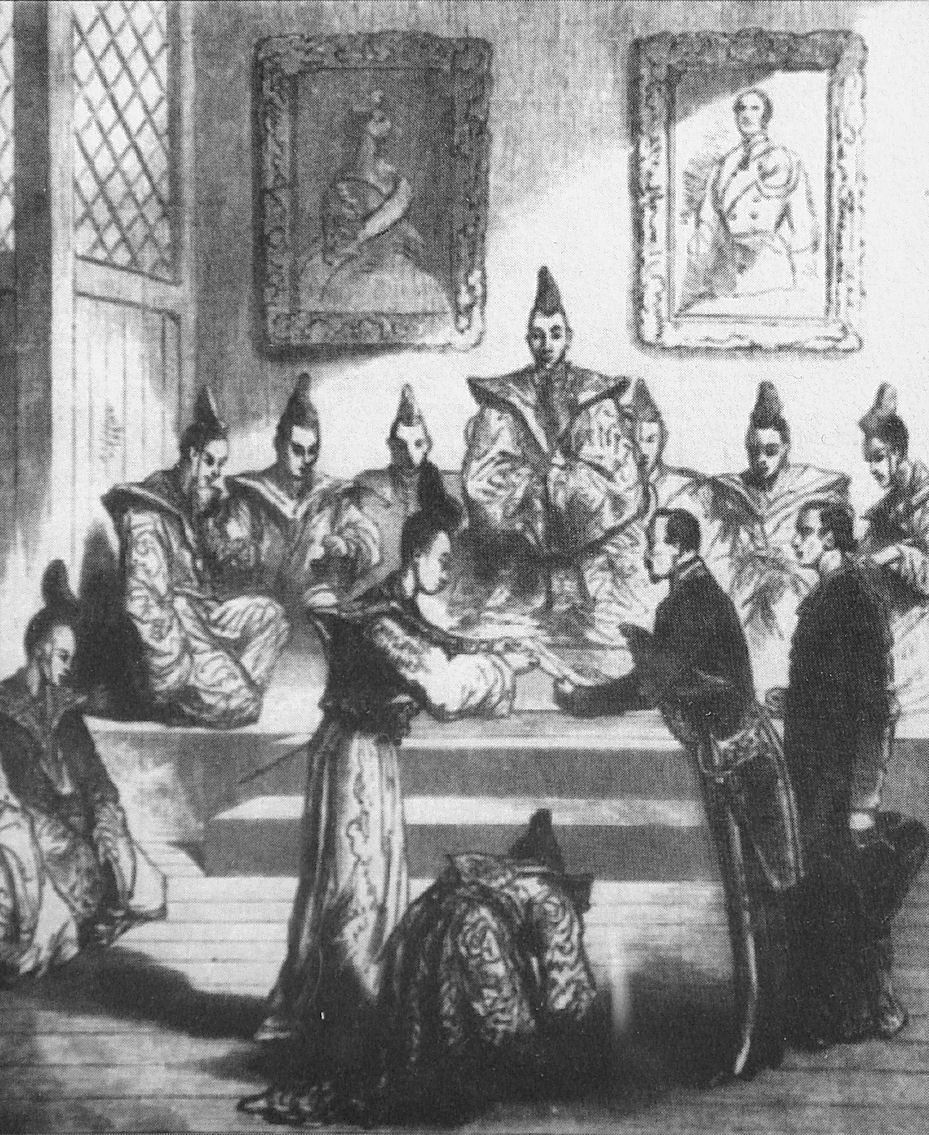
1860년 전송된 불일조약서를 쇼군에게 전하는 뒤센느 드 벨쿠르, 카숑 신부와 동반했다

불일수호통상조약(佛日修好通商條約)은 1858년(안세이 5년) 10월 9일에 안세이 5개국 조약을 통해 일본과 프랑스 간에 체결된 통상 조약이다.

## 개요
프랑스 측 전권대사는 중국 원정 사령관이었던 장 밥티스테 루이 그로 남작이 샤를 드 샤시혼과 알프레 드 모즈 보좌관을 동행하여 참석했고, 일본 측 전권대사는 미즈노 다다노리, 나가이 나오유키, 이노우에 기요나오, 호리 도시히로, 이와세 다다나리, 노노야마 쇼조 여섯 명이었다. 막부 말기의 혼란기부터 메이지 초기에 걸쳐 일본이 열강과 강제로 연결된 불평등 조약의 하나이다. 1859년, 구스타베 뒤센느 드 벨쿠르가 도착하여 최초의 일본 영사가 되었다. 그해 에도의 미타에 있는 사이카이지에서 프랑스 영사관을 문을 열었다.

## 내용
1858년에 5개 나라와 맺은 조약은 안세이 5개국 조약으로 알려졌으며, 이 불평등 조약의 가장 중요한 조항은 다음과 같다.
- 영사를 교환한다.
- 에도, 고베, 나가사키, 니가타, 그리고 요코하마를 외국 무역 항으로 개방한다.
- 외국 시민을 이 항에 거주하게 하며, 마음대로 통상을 하게 한다.(아편 교역은 금지)
- 외국인 거류민에게 치외법권을 인정하고, 일본 정부가 아닌 자국 영사관 법정에 의해서만 재판을 받도록 한다.
- 국제적 통제에 순응한 고정된 낮은 수입관세(1860년대는 5%)를 인정하여, 일본 정부의 외국 무역에 대한 통제권과 자국 산업의 보호를 박탈

## 같이 보기
- 안세이 5개국 조약